# Leuckartiara annexa
Leuckartiara annexa is een hydroïdpoliep uit de familie Pandeidae. De poliep komt uit het geslacht Leuckartiara. Leuckartiara annexa werd in 1957 voor het eerst wetenschappelijk beschreven door Kramp. 